# شائو کان
شائو کان (به انگلیسی: Shao Kahn) یکی از شخصیت‌های ساختگی مجموعه بازی‌های ویدئویی مورتال کامبت است که برای اولین بار در قسمت دوم این مجموعه در سال ۱۹۹۳، به عنوان غول آخر معرفی شد. او به عنوان شخصیت منفی اصلی سری بازی مورتال کامبت به‌شمار می‌رود. شائو کان جنگاوری عظیم‌الجثه و بی‌رحم است که امپراتور سرزمینی عرفانی به نام آوت‌ورلد به حساب می‌آید. او پس از به قدرت رسیدن در آوت‌ورلد، سرزمین را از چنگ خانوادهٔ کیتانا درآورده و ملکه سیندل را به عنوان همسر خود برگزید. اما پس از مدتی سیندل خودکشی نمود، و قرن‌ها بعد دوباره متولد شد. با داشتن قدرتی خداگونه و آگاهی از جادوی سیاه، همه از او هراس داشتند و هدف اصلی او تسخیر تمامی سرزمین‌های واقع در دنیای خیالی مورتال کامبت و ادغام آن‌ها با آوت‌ورلد بود.